# Marcelė Kubiliūtė
Marcelė Kubiliūtė, litovska vohunka in aktivistka, * 28. julij 1898, Tindžiuliai, Ruski imperij, † 13. junij 1963, Vilna, Litovska SSR, Sovjetska Zveza. 
Marcelė Kubiliūtė je bila litovska vohunka in aktivistka. Je edina Litovka, ki je prejela vsa glavna litovska odlikovanja. Dolgo časa je bila skoraj neznana, dokler leta 1999 niso izšli njeni spomini. Danes velja za »legendarno« osebnost v zgodovini litovske obveščevalne službe. 
Leta 1912 se je Marcelė Kubiliūtė preselila v Vilno, kjer je delala v uredništvu litovskega časopisa Viltis, ki ga je izdajal Antanas Smetona. Med prvo svetovno vojno se je umaknila v Voronež, nato pa v Sankt Peterburg, kjer je zaključila gimnazijo. Leta 1918 se je vrnila v Vilno. Urejala je litovske časopise, organizirala pomoč ranjenim in zaprtim litovskim vojakom ter začela delovati kot vohunka za litovsko vlado. Zbirala je podatke o poljskih vojaških silah in odigrala ključno vlogo pri pridobivanju dokumentov Poljske vojaške organizacije, ki so pomagali preprečiti načrtovani državni udar v Litvi septembra 1919. Morala je pobegniti v Kaunas, saj jo je poljska protiobveščevalna služba nameravala aretirati.
V medvojni Litvi je še naprej delala za litovsko obveščevalno službo, predvsem pri zadevah povezanih z Litovci v sporni regiji Vilna. Leta 1925 je začela delati na Ministrstvu za zunanje zadeve, kjer se je ukvarjala s šifriranjem in tajno dokumentacijo. Bila je aktivna članica Zveze litovskih strelcev in Zveze za osvoboditev Vilne. Med drugo svetovno vojno je vzdrževala stike z Litovsko aktivistično fronto in se pridružila podtalni organizaciji Zvezi borcev za svobodo Litve . Mnogim je pomagala ubežati preganjanju nacistov.
Avgusta 1945 jo je aretiral NKVD in jo obsodil na pet let izgnanstva. Po vrnitvi v Litvo leta 1949 je delala kot knjigovodkinja v Tauragė. KGB jo je še naprej nadzoroval, vse dokler se ji leta 1958 zaradi kostne tuberkuloze in raka dojke zdravje ni močno poslabšalo. Po dolgotrajnem zdravljenju je leta 1963 umrla.

## Biografija

### Zgodnje življenje in izobrazba
Marcelė Kubiliūtė se je rodila 28. julija 1898 v Tindžiuliaiu blizu Panemunėlisa na območju današnje severne Litve. Njena družina je bila premožna kmečka družina, ki so sodelovali pri distribuciji prepovedanega litovskega tiska. Prvo izobrazbo je prejela pri tamkajšnjem katoliškem duhovniku Jonasu Katelėju, ki je bil dejaven tudi na področju litovske kulture. Kasneje je obiskovala osnovno šolo v Panemunėlisu.
Leta 1912 jo je njen starejši brat Juozas Kubilius (izvoljen v prvo rusko državno dumo) odpeljal v Vilno, kjer je obiskovala večerno šolo in delala v uredništvu litovskega časopisa Viltis,, ki ga je izdajal Antanas Smetona. Duhovnik Fabijonas Kemėšis  jo je povabil, naj emigrira v ZDA, a ker je njena mati zbolela, se je vrnila  v rodni Tindžiuliai, da bi skrbela zanjo. 
Leta 1915, ko se je nemška cesarska vojska približala Vilni, se je Kubiliūtėjeva skupaj z drugimi litovskimi študenti umaknila v Voronež v Rusiji. Tam je zbolela, zato jo je brat Juozas leta 1916 odpeljal v Sankt Peterburg. Umrl je marca 1917, njegov pogreb pa je vodil znani duhovnik Juozas Tumas-Vaižgantas.  Kubiliūtėjeva je razvila čustva do pesnika Juliusa Janonisa, podpornikal boljševikov, ki pa je zbolel za tuberkulozo in maja 1917 naredil samomor. Kasneje se je zaročila z zdravnikom, ki je bil ubit v ruski državljanski vojni. Kljub temu je Kubiliūtėjeva do jeseni 1918 uspešno zaključila gimnazijo in računovodske tečaje.

### Aktivistka v Vilni
Ob koncu leta 1918 se je Marcelė Kubiliūtė vrnila v Litvo. Preselila se je v Vilno, kjer je bivala v študentskem domu, ki ga je organizirala Emilija Vileišienė. Najprej se je zaposlila v banki, nato pa delala v uredništvu litovskih časopisov Nepriklausomoji Lietuva in Vilniaus garsas. Po službi je vodila pouk za otroke litovskih delavcev, ki ga je obiskovalo približno 25 otrok.
Konec leta 1918 jo je poročnik Juozas Matusaitis rekrutiral v delo litovske obveščevalne službe. Takrat se je oblast v Vilni pogosto menjavala – januarja 1919 so mesto zasedli Sovjeti na začetku litovsko-sovjetske vojne, aprila istega leta pa so jo med poljsko-sovjetsko vojno zavzeli Poljaki. Kubiliūtėjeva je ostala v mestu in zbirala podatke o poljski vojski, vojaških transportih, vojaškem tisku ipd., ter jih pošiljala litovski vladi v Kaunas. Po njenih spominih je bil eden od virov tudi poljski major Antoni Jankowski, s katerim je imela dolgo intimno razmerje (vendar takšen častnik v zgodovini poljske vojske ni znan).
Avgusta 1919 je Poljska vojaška organizacija (Polska Organizacja Wojskowa, PWO) načrtovala državni udar v Litvi, da bi na oblast pripeljala propoljsko vlado. Litovska vlada je izvedela za načrt in aretirala okoli 200 poljskih aktivistov, vendar ni imela natančnih informacij o PWO ali njenih članih. Aldona Čarneckaitė (urednica Głos Litwy je prepričala Petrasa Vrubliauskasa (Piotr Wróblewski), namestnika poveljnika PWO v Vilni, da dokumente izroči Litovcem. 21. septembra 1919 je Kubiliūtėjeva te dokumente prejela in ključne gradivo predala Ignasu Jonynasu in Augustinasu Voldemarasu, ki sta bila takrat v Vilni na diplomatski misiji. Ti podatki so omogočili litovski obveščevalni službi likvidacijo PWO v Litvi.
Poleg obveščevalnega dela je Kubiliūtėjeva organizirala pomoč ranjenim in zaprtim Litovcem ter starejšim in sirotam. Na pokopališču Rasos je pokopala 19 litovskih vojakov. Oktobra 1920 je več Litovcem pomagala pobegniti iz zapora, tako da je poljskim paznikom prinesla alkohol. Aktivna je bila tudi pri obrambi litovskih šol v regiji Vilna ter organiziranju protestov in bojkotu volitev januarja 1922 v Sejm osrednje Litve. 

### Medvojna Litva
Ker je poljska protiobveščevalna služba razpisala nagrado v višini 5000 poljskih zlotov, se je Marcelė Kubiliūtė morala umakniti iz Vilne, ki je takrat pripadala Druge poljske republike, v Kaunas. Leta 1923 je začela študirati zgodovino na Univerzi Vytautasa Velikega (diplomirala je šele leta 1936).
Še naprej je sodelovala z litovsko obveščevalno službo, kjer se je osredotočala na vprašanja Litovcev na območju regeje Vilna. Litovska vlada je sicer podpirala številne litovske organizacije na tem območju, vendar ni imela uradne poti komuniciranja z njimi. Kubiliūtėjeva je delovala kot tajna kurirka – prenašala je velike vsote denarja in različne dokumente, ki so bili na skrivaj menjani na meji med Poljsko in Litvo. Leta 1925 je začela delati na Ministrstvu za zunanje zadeve. Delala je s šiframi in urejala tajni arhiv ministrstva. Leta 1931 je napredovala v sekretarko. Njena neposredna nadzornika sta bila Bronius Kazys Balutis in Juozas Urbšys.
Aktivna je bila tudi v različnih litovskih organizacijah. Leta 1920 se je pridružila Litovski zvezi strelcev, leta 1929 pa naj bi organizirala njeno tajno podružnico v Vilni. Vendar nekateri trdijo, da je ta trditev sporna. Pridružila se je tudi Zvezi za osvoboditev Vilne in bila izvoljena v njen osrednji odbor. Bila je članica Društva za nego litovskih ujetnikov (Lietuvos kalinių globos draugija) in je osebno nosila pakete v zapor v zapor v Kaunasu. Dejavno je sodelovala tudi pri litovskih skavtinjah.

### Druga svetovna vojna
Ko je Litva po podpisu Sovjetsko-litovske pogodbe o medsebojni pomoči ponovno pridobila Vilno, se je Marcelė Kubiliūtė vrnila v mesto. Po sovjetski okupaciji Litve junija 1940 je izgubila službo na Ministrstvu za zunanje zadeve, a ji je uspelo dobiti službo na Ljudskem komisariatu za socialno skrbstvo. Spomladi 1941 je postala sekretarka zgodovinskega oddelka Litovske akademije znanosti.
Že leta 1941 jo je začela nadzorovati sovjetska tajna policija NKVD, ki je sumila, da zbira podatke na Ljudskem komisariatu in jih pošilja Litovski aktivistični fronti. NKVD jo je nameraval aretirati, a naj bi jo njen nadrejeni Jurgis Glušauskas pravočasno opozoril, tako da je uspela pobegniti. Ko se je začel nemški napad na Sovjetsko zvezo, se je Kubiliūtėjeva pridružila protisovjetskemu junijskemu uporu in postala članica uporniškega poveljstva v Vilni. Po tem, ko so Nemci razpustili uporniške skupine, je dobila službo v knjižnici v palači Vileišis, ki je spadala pod Litovsko akademijo znanosti. Kljub temu je nadaljevala s podtalnimi aktivnostmi. Avgusta 1942 se je pridružila ilegalni organizaciji Zvezi litovskih borcev za svobodo, kjer je sodelovala pri širjenju njihove publikacij in januarja 1943 sodelovala pri ustanovitvi ženskega oddelka organizacije.
Kubiliūtėjeva je pomagala mnogim, ki so bili tarče nacističnega preganjanja. Med drugim je pomagala Vytautasu Sirijos Giri, Kazimierasu Lukši, (možu Meilė Lukšienė) in Jurgisu Glušauskasu. Organizirala je pomoč litovskim intelektualcem, kot je bil Vladas Jurgutis, ki je bil deportiran v koncentracijsko taborišče Stutthof. Pomagala je tudi Ireni Veisaitė, ki je pobegnila iz Vilenskega geta.

### Sovjetsko preganjanje
Za razliko od mnogih drugih litovskih aktivistov se Kubiliūtėjeva ni umaknila na zahod pred bližajočo se Rdečo armado. Po drugi sovjetski okupaciji Litve leta 1944 je nadaljevala z delom v knjižnici.  17. avgusta 1944 jo je aretiral NKVD. V devetih mesecih so jo zaslišali 23-krat. Zasliševanja so večinoma potekala ponoči in so vključevala mučenje. Posebni svet NKVD jo je 7. julija 1946 po obsodil na 5 let izgnanstva.
Najprej so jo deportirali v Ingair, v rajon Tobolskij. Zaradi zdravstvenih težav so jo nato premestili v Tobolsk in nato v rajon Atbasar v Kazahstanu, kjer je šivala krzna. Izpuščena je bila avgusta 1949. Po vrnitvi v Litvo je najprej našla zatočišče pri vdovi Jonasa Biliūnasa, Julija Biliūnienė. Kmalu zatem se je preselila v Tauragė, kjer je delala kot knjigovodkinja. KGB  jo je še naprej nadzoroval, saj so sumili, da je še naprej vzdrževala stike z medvojnimi javnimi osebnostmi in aktivisti (predvsem z zgodovinarjem Ignasom Jonynasom, nekdanjim premierjem Leonasom Bistrasom, zadnjim ministrom za zunanje zadeve Juozasom Urbšysom, vdovo generala Kazysa Ladige in drugimi). V dokumentih KGB je bila označena najprej kot nemška, kasneje pa kot britanska agentka.
Leta 1956 se je vrnila v Vilno, kjer je živela pri vdovi Liudasa Gira v Žvėrynasu in delala v otroški bolnišnici. KGB je razmišljal, da bi jo rekrutiral kot agentko, vendar ji je zdravje že močno pešalo. Zbolela je za kostno tuberkulozo in rakom dojke. Od poletja 1958 se je zdravila v različnih bolnišnicah in sanatorijih, tudi v bolnišnici za tuberkulozo v nekdanji graščini Vyžulionys. Njeni nekdanji sodelavci, ki so po vojni zbežali v ZDA, so ji pošiljali pakete z zdravili, oblačili itd.
Umrla je 13. junija 1963 in bila pokopana na pokopališču Rasos poleg litovskih prostovoljcev, ki jih je pokopala leta 1920. Njenega pogreba so se udeležili številni litovski aktivisti, poslovilni govor pa je imel Vincas Uždavinys, njen nekdanji sodelavec iz Zveze za osvoboditev Vilne.

## Zapuščina in spomini
Zaradi narave svojega dela je Marcelė Kubiliūtė živela zelo zasebno in je bila javnosti skoraj neznana. Ko je Vanda Daugirdaitė-Sruogienė v Združenih državah zbirala spomine nanjo, so mnogi potrdili, da je pomagala številnim ljudem, vendar so o njenem življenju, delu in družini vedeli zelo malo. Jonas Budrys, vodja litovske protiobveščevalne službe, jo je v svojih spominih omenil le enkrat in zapisal, da je bila, češ da je bila  »usoda Litve v njenih rokah«.
Več zanimanja za njeno življenje se je pojavilo po ponovni osamosvojitvi Litve leta 1990. Leta 1998, ob 100. obletnici njenega rojstva, so po njej poimenovali ulico v predmestju Vilne. Njeni spomini so bili prvič objavljeni leta 1999. Leta 2023 je litovski parlament njeno 125. obletnico rojstva razglasil za uradni državni spominski dan.
Leta 2016 je Litovska nacionalna radiotelevizija posnela TV serijo Laisvės kaina. Savanoriai (Cena svobode. Prostovoljci) o ključnih trenutkih zgodovine medvojne Litve. V seriji je vlogo Marcelė Kubiliūtė igrala Toma Vaškevičiūtė. Leta 2019 je režiserka Neringa Danienė v Rokiškisu pripravila gledališko predstavo Marcelės legenda (Legenda o Marcelė), ki pa je bila zaradi pandemije covida-19 prekinjena. Predstavo so ponovno uprizorili leta 2023. Istega leta je Justinas Lingys režiral dokumentarni film o njenem življenju.

## Nagrade
Kubiliūtėjeva je prejela naslednje nagrade:
- 1928: Red Križa Vytisa (2. tip, 3. stopnja)[7]
- 1928: Red litovskega velikega vojvode Gedimina (4. stopnja)[7]
- 1928: Medalja neodvisnosti[3]
- 1930: Red Vitolda Velikega (5. stopnje)[7]
- 1932: Strelska zvezda[3]
- 1938: Red litovskega velikega vojvode Gedimina (3. stopnja)[7]
- 2020: Life Saving Cross (lt) (za rešitev Irene Veisaitė)[20]

Je edina Litovka, ki je prejela vsa glavna litovska odlikovanja.